# Berlin Jazz Orchestra

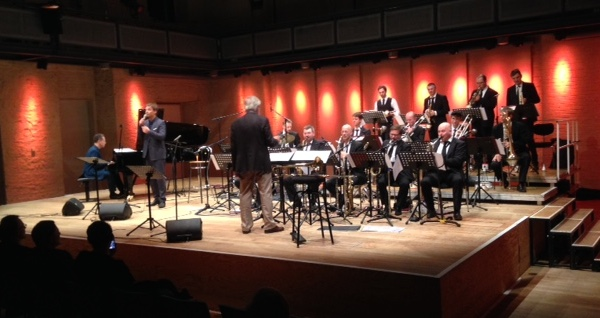
Berlin Jazz Orchestra (2018)

Das Berlin Jazz Orchestra ist ein 17-köpfiges Jazzorchester mit Sitz in Berlin. Es ist stilistisch dem klassischen Bigband-Jazz verpflichtet.

## Geschichte
Das Berlin Jazz Orchestra wurde im Jahr von Marc Secara und Jiggs Whigham gegründet und zunächst von Jiggs Whigham geleitet. Im Repertoire waren zunächst Titel von Count Basie und Thad Jones, aber auch von Peter Herbolzheimer, Vince Mendoza, Jörg Achim Keller, Manuel Perovic Steve Gray. Das Orchester begleitete Künstler wie Thomas Quasthoff, Dieter Hallervorden, Patti Austin, Joja Wendt, Alfred Biolek, Bill Ramsey, Manfred Krug, Sarah Kaiser oder Uschi Brüning.
Das Orchester, das in vielen großen Häusern in Deutschland auftrat und mehrfach Gastspiele im Ausland absolvierte, wurde von namhaften Zeitschriften wie dem Berliner Tagesspiegel, Der Spiegel, Jazz Podium und Jazzthetik gelobt. Mit einer hervorragenden Rhythmusgruppe habe die Formation „einen komprimiert-kompakten Sound, der auf eine ausladende Bigband-Ästhetik verzichtet.“

## Besetzung
- Marc Secara, Leitung
- Benny Brown/Skip Reinhart, Leadtrompete
- Martin Gerwig, Trompete
- Jürgen Hahn, Trompete
- Nikolaus Neuser, Trompete
- Christoph Hermann, Posaune
- Simon Harrer, Posaune
- Jan Yaren, Posaune
- Arne Fischer, Bassposaune
- Jonas Schoen, 1. Altsaxophon
- Nico Lohmann, Altsaxophon
- Patrick Braun, Tenorsaxophon
- Thomas Walter Maria, Tenorsaxophon
- Nik Leistle, Baritonsaxophon
- Jeanfrançois Prins, Gitarre
- Claus-Dieter Bandorf, Piano
- Ralph Graessler, Bass
- Tobias Backhaus, Schlagzeug

ehemalige Mitglieder
- Jiggs Whigham, Leitung
- Daniel Collette, Trompete
- Nikolaus Neuser, Trompete
- Nils Wülker, Trompete
- Ralph Zickerick, Posaune
- Paul Höchstädter, Schlagzeug

## Diskografie
- 2004 Update (44 Records)
- 2007 You’re Everything (Schoener Hören Records)
- 2009 Mord ist mein Geschäft, Liebling (Soundtrack)
- 2012 Strangers in the Night – The Music of Bert Kaempfert DVD (Polydor/Universal)
- 2021 Songs of Berlin (GAM Records)[3]
- 2022 Crosscurrent (Schoener Hören Records)[2]

## Lexikalischer Eintrag
- Jürgen Wölfer: Jazz in Deutschland. Das Lexikon. Alle Musiker und Plattenfirmen von 1920 bis heute. Hannibal, Höfen 2008, ISBN 978-3-85445-274-4.